# 19 décembre 1993
Le dimanche 19 décembre 1993 est le 353e jour de l'année 1993.

## Naissances
- Ali Adnan Kadhim, joueur de football irakien
- Alkaline, chanteur jamaïcain
- Christopher Rühr, joueur allemand de hockey sur gazon
- Hermione Corfield, actrice britannique
- Isiah Koech, athlète kényan
- Jorge Rodríguez, cycliste uruguayen
- José Leclerc, joueur de baseball de République Dominicaine
- Leonardo Bittencourt, footballeur allemand
- Stephanie Venier, skieuse autrichienne
- Tyler Wright, surfeuse australienne

## Décès
- Gérard-Marie Coderre (né le 19 décembre 1904), évêque catholique
- Iichirō Hatoyama (né le 11 novembre 1918), politicien japonais
- Mike Clarke (né le 3 juin 1946), musicien américain
- Paul Thierrin (né le 4 novembre 1923), écrivain, enseignant et éditeur suisse
- Yvonne Desportes (née le 18 juillet 1907), compositrice, fille du compositeur Émile Desportes

## Événements
- Fin des championnats de France de patinage artistique 1994